# 유혁로
유혁로(柳赫魯 / 柳赫老, 1851년 3월 9일~1945년 5월 15일)는 조선 후기와 대한제국의 무신이자 일제강점기의 관료이다. 구한말 개화파의 일원으로 갑신정변과 을미사변에 참여했고, 일제강점기에는 고위 관료와 조선총독부 중추원 참의를 지냈다. 갑신정변 당시 오위장으로 가담, 참여하여 행동대의 1개 부대를 이끌었으며, 통신연락과 정찰 임무를 담당하였다.
1873년(고종 10년) 무과에 급제하여 관직에 올랐으며 1882년(고종 19년) 일본에 수신사로 파견된 박영효, 어윤중 등의 수행원으로 도쿄에 다녀왔다. 1883년(고종 20년) 5월 국비 유학생으로 일본으로 유학, 도야마 하사관학교에서 군사 훈련을 받고, 1884년 5월 귀국하였다. 1884년(고종 21년) 12월 갑신정변에 가담하여 정변 당시 행동대장의 한 사람으로 군사들을 이끌었으나 3일만에 실패하고 배편으로 일본으로 망명하였다. 1894년 귀국, 군무아문참의(軍務衙門參議) 등을 거쳐 1895년 7월에는 박영효 등과 명성황후 암살을 기도하였으나 실패하였고, 그 해의 을미사변에 가담했다가 일본으로 망명하였다.
1904년(광무 7년) 귀국하여 군무아문참의, 육군부령(陸軍副領), 육군 포공국장(砲工局長) 등을 지냈다. 1907년(융희 1년) 12월 평안북도관찰사로 부임하였으며, 1910년 10월 한일합병 조약 후 경기도참여관으로 강등되었다. 1916년 충청북도지사, 1917년 중추원 찬의, 1919년 전라북도지사를 거쳐 1921년 중추원 참의로 전임되었다. 1940년 매일신보에는 사망 기사가 나왔으나 1945년 광복 직전까지도 생존했다는 설이 있다.
본관은 진주(晉州)이고, 호는 설악(說嶽), 설강(雪岡), 설강산인(雪岡山人)이다. 일본식 이름은 야마다 유이치(山田唯一)로, 갑신정변 실패 후 망명길에 치토세마루 호 선원 츠지 도쥬로(辻藤十郞)가 지어줬다 한다. 오경석(吳慶錫)·박규수(朴珪壽)의 문인이다.

## 생애

### 생애 초반

#### 초기 활동
1851년 3월 9일 충청남도 아산군 읍내면 송하리(현재의 아산시 온양동)에서 식송만호(植松萬戶) 등을 지낸 유상오(柳相五)와 목천상씨의 둘째 아들로 태어나 무인이 되었다. 출신지는 아산군 읍내면 송하리였고, 본적지는 아산군 영인면이었다. 그의 집안은 대대로 한성의 양반이었다가 고조할아버지 유흡(柳潝)이 동지중추부사를 끝으로 이후 그의 증조부 태화와 할아버지 덕원은 관직에 오르지 못해 집안은 몰락했다가 아버지 유상오가 무관이 되어 다시 집안을 일으켰다.
아버지 유상오는 하급 무관으로, 초기 개화당 형성에 참여한 인물이었다. 일설에는 그가 개화당에 가담함으로써 아버지 유상오가 은퇴했다고도 한다. 그에 의하면 '명문 출신인 서광범이 김옥균과 긴밀한 접촉을 갖고 개화당 형성을 위해 행동하였으나 유상오는 그 아들 유혁로가 참여 함으로써 은퇴한 것으로 보인다'는 것이다.
그의 출생년도도 1851년생 설과 1852년생 설, 1853년생 설, 1855년생 설, 1862년생 설, 1863년생 설 등 정확하지 않다. 어려서 한성으로 올라온 뒤 오경석의 문인이 되었다가 나중에 박규수의 문하에 출입하며 어윤중, 김윤식, 김홍집, 유길준, 윤웅렬을 만났고 나중에는 박규수의 문하에 새로 출입한 박영효, 김옥균, 서광범, 서재필, 윤치호 등과도 만나 교류하였다. 아버지 유상오 역시 박규수, 오경석 등과 교분을 쌓으면서 개화당에 가담하였고 그는 자연스럽게 개화파 인사가 되었다.
어려서 글을 배워 문과에 여러번 응시하였으나 낙방하다, 1873년(고종 10년) 3월 무과(武科)에 급제하여 관직에 나갔다. 1879년(고종 16년) 8월 개성 후릉의 능위를 개보수할 때 감관(監官)의 한 사람으로 참여하여 6품으로 승진하였다. 이때까지도 관직을 얻지 못하여 출신으로만 불렸다. 그해 11월 장위영 영관이 되었다. 이후 훈련원부봉사를 거쳐 1882년(고종 19년) 7월부터 8월 수신사(修身使) 박영효, 어윤중 등의 수행원으로 윤웅렬 등과 함께 일본에 출발, 그해 9월 도쿄 방문을 동행하였다.

#### 관료 생활 초반
1880년(고종 17년) 12월 19일 오위장에 임명되었으나 같은해 12월 29일 병으로 병비의 건의로 체직, 첨지중추부사로 전임되었다. 1880년 무렵 개화당이 조직되었을 때의 중심인물은 유대치, 김옥균, 박영효, 서광범, 유상오 등이었다. 초기에 그는 개화 인사들과 어느정도 거리를 두었다. 그러나 갑신정변 무렵 유혁로는 오위장(五衛將)이었고, 아버지 유상오(柳相五)의 뒤를 이어 개화당에 본격 가입하여 활동하였다. 한편 개화당이 처음 형성되었을 때의 핵심 인사는 김옥균을 중심으로 한 금릉위(錦陵尉) 박영효, 서광범과 유혁로의 부친인 유상오 그리고 유대치였다. 가세가 미미했지만 그는 김옥균과 가깝게 지냈다. 그러나 어느 정도 김옥균, 박영효 등과 거리를 두었다.
1882년 박영효가 수신사로 일본에 갈 때 수행원의 한 사람으로 선발되어 그해 8월 동행했다. 박영효는 김옥균과 함께 1884년 갑신정변을 일으켰고, 유혁로는 행동대의 한 사람으로 정변에 참여 하여 정찰과 통신을 담당했다. 그는 정변 당시 정란교, 이주회, 이규완 등과 함께 박영효와 서광범 계열 인물로 분류되었다. 1882년 8월 9일 수신사의 수행원 겸 호위무사로 수신사의 일행이 되어 한성을 출발하여 9월 2일 일본 요코하마에 도착한 후, 일본의 신문물을 접한 뒤 수신사 일행을 따라 1883년 초 귀국했다.

#### 일본 유학 생활
1883년(고종 20년) 4월 관비유학생(官費留學生)의 한 사람으로 선발되어 일본에 유학하게 된다. 그는 고령자라는 점과 벌족이 아니라는 이유로 제외될 위기에 놓였다가, 신식 군대 양성의 포부를 밝히고 김옥균, 박영효, 서재필을 설득하였다. 김옥균에게서 학비를 받은 그는 1883년 4월 서재필, 서재창 등 61명의 관비유학생과 함께 배편으로 일본으로 유학하였다.
1883년 5월 그는 서재창, 신응희, 정행징, 임은명, 신중모, 윤영관, 하응선 등과 함께 일본 토야마 육군하사관학교에 입학하였다. 뒤에 1884년 1월 게이오 의숙을 수료한 서재필과 이규완 등도 합류하였다. 그러나 1884년 5월 귀국하게 된다. 이 무렵 박영효는 광주유수로 있으면서 일본에 유학하고 있던 사관생도 신복모, 이규완, 유혁로, 정난교 등을 귀국시켜 신식 군대의 양성에 착수했다. 인원은 600명으로, 유혁로는 병조 조련국 교관의 한 사람으로 병력 양성에 참여했다.
1884년 7월부터 김옥균, 박영효 등과 갑신정변에 가담하였으며, 그해 여름 정변 계획이 수립되었을 때는 일행이 고용한 일본인 자객 쇼시마(小心和) 등과 함께 통신연락과 정찰 임무를 부여받았다. 김옥균은 고영석과 유혁로를 정보담당으로 명했다. 청나라군과 민씨 당의 동정 뿐 아니라, 일본 공사관과 일본 영사관군의 동정도 세밀히 살펴야 할 필요를 느낀 때문이었다. 12월 정변이 시작되자 군사들의 통신 연락을 맡아보았고, 쇼시마가 이끄는 무사들과 민영익을 습격하였으나 실패하였다.
그가 도야마 학교에 입학하게 된 것은 김옥균이 개화파의 영향 아래 있는 청년들을 일본에 유학시키기로 하였기 때문이다. 김옥균은 개화파 청년들의 한 부류를 일본 육군 도야마 학교에 입학시켜 군사지식과 기술을 배우게 했다. 그리고 나머지 청년들은 전공 학교에서 정치, 경찰, 우편, 관세, 재정제도와 관련된 실무지식을 전문적으로 배우게 하였다. 군 계통의 유학은 1883년 이들이 도야마 학교에 입학한 데서 시작되었지만, 이들 유학생들은 학자금이 점차 바닥이 나 1년 후 귀국하지 않으면 안 되었다. 그는 이미 정3품 당상관의 신분이었지만 서구의 문물에 대한 호기심이 강하여 유학에 참여하게 해줄 것을 김옥균에게 간청하였고 이를 수락하여 일본으로 갈 수 있게 되었다.

### 갑신정변

#### 갑신정변 전야
1884년(고종 20년) 12월 2일 새벽 2시 박영효의 집을 방문하였다. 일행은 박영효의 집에 모여 갑신정변 직전 사전 준비를 하였다. 4일 거사할 각 부문의 담당자의 임무도 이때 최종 결정되었다. 이인종, 이희정은 거사 당일 현장에서 지휘, 호령의 책임을 지기로 하고 불이 붙어 사람들이 모여 오면 여러 장사들을 지휘하여 차질이 없도록 했다. 그리고 종래의 정찰이며 통신은 유혁로와 고영석 두 사람이 맡도록 했다.
12월 4일 오후 6시 우정국 낙성식 직후 갑신정변이 터지자 그는 대기하고 있다가 별궁 일대에 모인 장사들로 1개의 부대를 이끌고 궐내에 들어왔다. 유혁로의 부대는 수가 적었으므로 일본인 쇼시마가 이끄는 무사들과 합세하여 1개 부대를 이루었다. 궐내에서 서재필 부대, 서재창 부대, 이규완 부대와 각각 궐로 들어가 길을 나눠서 관군을 제거하였다. 우정국에 민영익이 등장하자 유혁로와 서재필, 서재창, 윤경순과 윤경완, 이규완은 각자 자신이 이끄는 부대에서 소규모 분견대를 따로 뽑아 우정국 입구 주변과 나무 위 등에 매복하였다.

#### 별궁 방화 활동

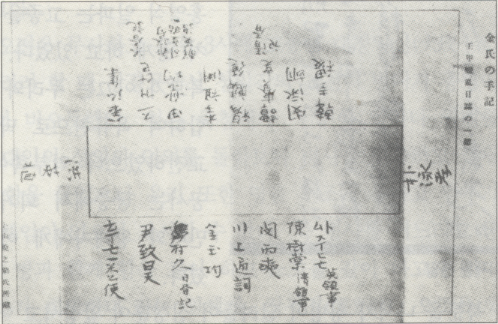
우정국 낙성식 좌석 배치도
(홍영식과 박영효가 중앙, 그밖에 좌우로 좌측은 김홍집, 스커더 홍콩영사, 전승균, 이조연, 목인덕, 담경지 청국공사, 민영익, 한규직, 우측으로는 푸트 공사, 윤치호, 스기무라 일본공사, 김옥균, 일본 통역, 민병석, 진수당 청국공사, 아주돈 영국영사 순)

오후 8시경 별궁 밖에서 방화하기로 한 이규완, 윤경순 등이 방화에 실패하였다. 방화대에서는 통신을 맡은 유혁로를 우정국 연회장으로 보내어 실패의 결과를 급보케 했다. 이 보고를 받은 김옥균은 초조한 심정을 감출 수 없었으나 기지와 응변에 능했던 김옥균은 다시 지시하기를 "별궁이 안되면 이웃집에 불을 지르도록 하라."고 하였다. 김옥균은 임시로 화재, 혼란의 장면을 만들어 그 혼란한 때를 타서 사대당의 요인을 살해하도록 장사들에게 명령했다. 이때 유혁로는 "이웃집에 불을 지르는 것도 좋으나, 우리들이 연회석상에 들어가 간당들에게 손을 대는 것은 어떻습니까?"라는 의견을 내놓았다.
| “ | 별궁 방화가 발각된 까닭인지 포졸들의 경계가 삼엄하여 초가의 방화도 어렵사옵니다. | ” |

김옥균은 "그것은 그렇지 않아. 이 연석에는 조선 사람만이 아니요, 외국 사람들이 섞여 있으므로 만약 혼잡한 가운데 잘못하여 외국사신을 다치게 한다면 우리 일은 그만 실패하고 말 것이다. 내 말대로 빨리 딴 곳에 불을 지르라"고 명령하였다.
이에 유혁로는 돌아가고 김옥균은 자리에 돌아가 앉았다. 유혁로의 회보를 들은 장사의 일파는 곳 이웃집에 화재를 일으킬 준비를 하였다. 일부는 우정국 앞 개천 가운데에 몸을 숨기고, 만일 어떤 요인이 나오기만 하면 한칼에 요절을 내기로 하고 대기하고 있었다. 이규완, 윤경순 등은 윤치호의 집 이웃집과 별궁 건너편 서광범의 집 이웃집에 방화하였다.
윤치호의 집 근처에 아버지 민태호의 집이 있던 민영익은 바로 우정국을 나섰다가 서재창의 분견대와 이규완, 윤경순의 습격을 당한채로 우정국에 되돌아가 묄렌도르프 일행의 부축을 받고 우정국을 나섰다. 유혁로는 쇼시마가 이끄는 무사들과 민영익을 습격하였으나 실패하였다.
이후 이규완, 윤경수, 최은종, 고영석, 황용택, 이인종 등과 함께 박영효의 집에 모인 다음 지휘명령을 기다리기로 했다.

#### 정변의 실패
국왕 내외가 파천한 이후 그는 고영석(高永錫)이 이끄는 부대와 일본인 자객 쇼시마 등과 함께 덕수궁, 창덕궁 등의 정찰을 담당하였다. 그러나 민씨 일족은 청나라 측과 교신하였고, 청나라 군을 끌어들여 정변군을 진압한다. 12월 7일 청나라군이 한성부에 당도하여 국왕을 내놓을 것을 요구하였다. 홍영식은 박영교와 함께 사태가 어지러움을 알고 자신들이 국왕 내외를 인솔할테니 다른 동지들에게 피신을 권고하였다.
국왕을 보낸 후 무라카미 중대장은 퇴거의 대형을 편성했다. 일개 소대를 전위로 하여 다케조에 신이치로, 김옥균, 박영효, 서광범, 서재필, 이규완, 유혁로, 정란교, 신응희, 변수 등을 중앙에 세우고 행진하기 시작하였다. 유혁로는 일행과 함께 창덕궁 북관왕묘를 거쳐 북문에서 변장하고 빠져나와 일본 공사관으로 간다. 김옥균, 박영효, 서광범 등 개화당 5주역 가운데 4명과 변수, 유혁로, 이규완, 신응희, 정란교 등 5명은 다케조에 공사를 따라 이날 오후 9시경 일본 공사관에 들어갔다. 피신해 있던 김옥균, 박영효, 서광범, 서재필, 신응희, 이규완, 정난교, 유혁로, 변수 등과 몇몇 개화파는 몸에 맞지도 않는 양복을 걸쳤다.
1884년 12월 12일 일본공사 다케조에의 주선으로 유혁로는 일행과 함께 인천주재 주조선 일본 영사관 직원 고바야시의 주선으로 제일은행 지점장 기노시타의 집에 은신하였다. 그러나 묄렌도르프가 추격대대를 이끌고 오자, 기노시타의 배려로 일본인 옷으로 갈아입고 12월 12일 인천으로 피신했다.
김옥균과 박영효, 서광범, 서재필, 유혁로, 변수 등 생존자는 천신만고 끝에 인천에서 일본 상선 치도세마루(千歲丸)를 타고 일본으로 망명했다. 이들의 망명 사건은 1942년 7월 조용만의 단편 소설 배 안에서의 소재가 되었다.

### 일본 망명 생활

#### 피신과 일본 망명
다케조에 신이치로의 도움을 받아 일본 공사관에 피신했다가 쓰기무라의 집에 은신해 있던 유혁로는 정란교, 이규완, 서재필, 신응희 등과 함께 인천에서 스치 가츠자부노우(十勝三郞)의 배 천세환(千歲丸) 호를 타고 일본으로 망명한다. 12월 13일 일행은 묄렌도르프의 추격을 받던 중, 묄렌도르프는 외무독판 조병호(趙秉鎬)와 인천감리 홍순학(洪淳學)을 대동, 국적(國敵, 갑신정변 주동자들을 가리킴)을 내놓으라 하였다. 다케조에 신이치로가 승선한 김옥균, 서재필, 박영효, 이규완 외 일행에게 내리라고 하자 자결을 결심했지만, 천세환 선장 스치 가츠자부노우(十勝三郞)가 다케조에 신이치로의 무책임함을 질타하고, 일행을 선박 지하 석탄실에 은신시킨 뒤, 그런 사람이 없다고 함으로써 무사했다. 일본으로 건너간 뒤 유혁로는 이규완, 서재필 등과 함께 자객들의 표적이 된 박영효와 김옥균을 경호하는 역할을 맡았다.
일본으로 망명한 갑신정변 주도 세력은 그곳에서 모두 일본 이름을 사용했다. 김옥균은 이와다 슈사쿠(岩田周作), 박영효는 야마자키 에이하루(山岐永春), 이규완은 아사다(淺田良), 정난교는 나카하라 헤이키치(中原雄三), 유혁로는 야마다 유이이치(山田唯一) 등으로 개명한 것이다.
일본의 이노우에 가오루는 자서전에서 배의 선원 쓰지 후치주로(十藤十郞)가 나가사키에서 김옥균 일행과 헤어질 때 이름을 지어주었다고 회상했다. 스치 후치주로는 이들이 조선 이름으로 생활하다가 자객에게 발각될 것이라 하여 이들에게 기념으로 일본식 이름을 지어주었다.
| “ | 당신들이 일본에서 망명 생활을 하게 되면 조선 이름을 가지고는 살기가 불편할 것이오. 그러니 내가 기념으로 이름을 지어 주고 싶소. | ” |

그리고는 김옥균은 이와다 슈사쿠(岩田周作), 박영효는 야마자키 에이하루(山岐永春), 이규완은 아사다(淺田良), 유혁로는 야마다 유이이치(山田唯一), 정난교는 나카하라 헤이키치(中原雄三)라고 지었다고 한다. 이 때의 사정이 이노우에 가오루의 자서전에 기록돼 있다.

#### 일본 망명 생활 초기
일본 망명 생활 중 그는 후쿠자와 유키치의 문하생이며 게이오 의숙 출신인 스나가(1868~1942)의 후원을 받았다. 게이오 의숙을 졸업한 스나가는 낭인 조직 현양사에 들어가 활동하면서, 김옥균, 박영효, 신응희, 정난교, 유혁로, 우범선, 이두황 등 조선인 망명객들과 두터운 교류를 가졌고, 그들을 물심양면으로 지원했다. 사노에 있는 그의 대저택에는 조선에서 온 망명객들의 발길이 끊이지 않았다고 한다.
한편 정변 참여자의 가족과 측근들에게 연좌제가 적용돼 대대적인 체포와 고문, 처단이 자행되었다. 일본 체류 중 가족과 친구들이 연좌제로 단죄되었다는 소식을 접한 유혁로는 조선 정부 타도를 다짐한다. 일본에 망명한 이들 중 김옥균의 시중은 유혁로가, 박영효는 이규완이, 서광범의 시중은 그의 13촌조카 서재필이 각각 들었다. 유혁로는 김옥균의 수발을 들었으나, 이규완의 심한 반발로 각자 자기 방에서 따로 생활하게 되었다.
그 뒤 조선 정부에서는 이들의 소환 문제를 일본측에 수차례 제기했다. 그러나 별다른 효과를 거두지 못하자 장갑복과 지운영 등 자객을 파견해 김옥균과 박영효를 살해하고자 했다.

#### 1차 김옥균 암살 미수범 격퇴

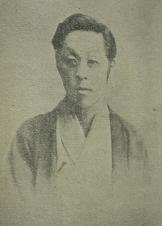
일본 망명 생활 중의 김옥균

1885년 6월 고종과 명성황후의 밀명을 받은 장은규(일명 장갑복)가 일본으로 건너왔다. 장은규는 의친왕의 생모 귀인 장씨의 친정오빠였다. 장은규가 장귀인의 오라비라는 것을 안 유혁로는 그를 경계할 것을 김옥균에게 제안했고, 김옥균은 장은규를 피함으로써 1차 암살 기도는 미수로 돌아갔다. 그러자 조선 조정에서는 역관 출신의 온건 개화인사인 지운영을 자객으로 파견하였다.
통리기무아문 주사로 근무 중 밀지를 받은 지운영은 1886년 2월 23일 인천을 출발하여 나가사키를 거쳐 고베에 도착한다. 그러나 김옥균은 지운영도 자객임을 간파하였다. 김옥균은 당시 고베를 떠나 도쿄에 은거 중이었다. 도쿄에 도착한 지운영은 이세강(伊勢勘) 여관에 투숙하며 인근에 살고 있는 김옥균에게 편지를 보내 면담을 요청했다. 두 사람은 과거 같이 근무한 적이 있었기에 도쿄까지 찾아와 한번 만나자고 하는 지운영의 제의에 김옥균이 응할만도 했지만 김옥균은 서신을 보내 지운영의 면담 제의를 거절했다. 장은규 일파를 상대한 유혁로는 지운영도 자객으로 의심하고 이를 김옥균과 박영효에게 전했다.
지운영의 정체에 의혹을 느낀 김옥균은 거절하는 답신을 보낸다.
| “ | 나는 국사범이므로 만나면 도리어 귀찮아질 것이네. | ” |

김옥균은 유혁로 등에게 지운영이 가져온 거사금 5만 엔을 갈취할 것을 제안한다. 김옥균은 함께 있는 동지 유혁로, 신응희, 정난교 등에게 지운영에게 접근하여 그가 공작비로 가져온 5만 엔의 돈을 빼앗자고 제안한다. 세 사람은 지운영을 만나 불평을 늘어놓았다.
김옥균은 갑신정변의 동지들로 일본에 같이 망명해 있던 유혁로, 정난교, 신응희 등을 지운영에게 접근시켜 지운영이 자객임을 증명하는 증거를 잡도록 했다. 유혁로 등은 지운영을 만나 이국에서 떠돌고 있는 자신들의 신세를 한탄하면서 김옥균을 비난하는 등 김옥균에게 큰 불만이 있는 것처럼 위장했다. 지운영은 유혁로 일행과 2,3개월 이상 만나면서 신뢰하게 되었다.

#### 2차 김옥균 암살 미수범 격퇴
그러던 어느날 지운영은 그들에게 김옥균을 처치하면 망명자의 신세에서 벗어날 수 있다고 설득하면서 자신은 국왕의 밀지를 받들어 김옥균을 죽이기 위해 왔으므로 제군은 자신을 도우라고 본색을 드러냈다. 지운영은 그 증거로 고종의 칙서를 보여주었다.
| “ | 명여로 특차도해포적사(特差渡海捕賊使)인 바 임시계획을 일임 편의요, 위국사무(爲國事務)도 역위전권(亦爲全權)하니 물핍거행(勿乏擧行)할 사 이 사람은 명을 받은 특차도해포적사이니 임시계획은 편의로 일임하며 나라를 위하는 일 역시 전권을 위임하니, 조선의 신민이라면 핍박하지 않고 거행하도록 하라. | ” |
|   | — 대군주모(大君主募) |   |

발행 일자는 1885년 5월로 되어 있고 국왕의 옥쇄(대군주모)까지 찍힌 이 칙서의 진위 여부는 알 수 없으나, 어쨌든 "바다 건너의 역적을 체포하는 특명을 부여한다"고 되어 있다. 게다가 김옥균 살해에 성공한 자에게는 5천 엔을 지불한다는 지불보증서도 가지고 있었다. 지운영은 한성에서 품고 온 비수도 보여주었다.
유혁로 등 3인은 지운영을 포박한 뒤 구타, 위협해 가지고 있던 칙서와 비수 등을 빼앗았다. 그는 지운영의 단도와 소지한 신임장을 증거품으로 일본 경시청에 고발, 체포하게 했다.

#### 망명 생활
일본 망명 중 그는 다시 거사를 일으킬 마음을 품었다. 그러나 김옥균의 만류로 중단되었다. 일본에 함께 망명한 박영효, 신응희, 유혁로 등에 의해 제기된 재(再)거사 계획, 실력 행사 등의 반문은 일본 망명 후 급속하게 "삼십 년이 걸리더라도 실력을 기르자"고 하는 실력 우선주의로 경도된 김옥균의 단호한 말로 차단되었다.
유혁로는 일본에 체류하면서 김옥균, 박영효, 유길준 등의 권고와 후쿠자와 유키치 등의 조언으로 유학생 기숙사인 친린의숙(親隣義塾)을 경영하며 박영효, 김옥균 및 일본내 조선인 유학생의 신변을 보호하였다. 그는 나카무라 마사나오(中村正直)의 게이오 의숙에서 이름을 따 친린의숙이라 이름하고, 후쿠자와 유키치, 나카무라 마사나오 등의 조언을 구했다. 그러나 그가 유학생들과 공모하여 박영효, 김옥균을 집권시키려 한다는 소문과 이준용을 추대하려 한다는 소문이 유포되면서 조선 정부에서는 자객을 보내 유학생들의 뒤를 밟게 된다.
그는 일본 망명생활 중 노동으로 생계를 유지했으며, 노동으로 마련한 생활비를 쪼개 자금을 모아 쿠데타를 계획한다. 그러나 조선 정부의 밀정의 보고로 쿠데타 계획은 수포로 돌아간다. 1891년(고종 28년) 장위영 영관에 임명되었으나 사양하고 귀국하지 않았다.

#### 조선 정부 자객 격퇴
1892년 4월, 민씨 일파 민영소의 밀명을 받은 이일직은 무역상으로 가장해 일본으로 들어갔다. 그는 김옥균, 박영효, 정난교, 이규완, 유혁로 등 갑신정변 이후 일본으로 망명한 인사들에게 접근했다. 이일직의 최종 목표는 개화 망명객의 우두머리인 김옥균과 박영효를 살해하는 것이었다. 이일직은 금전적으로 궁핍한 이들에게 정치 자금을 제공하면서 쉽게 다가갈 수 있었다. 이들의 은신처가 발각되면서 자객이 침투했고 그는 이규완, 정란교 등과 함께 조선인 자객들을 상대하였다.
이일직은 김옥균과 그의 일행이 고베를 떠나는 것을 본 후, 오사카로 돌아가서 소네자키 무라에 있는 그의 애인의 집으로 갔다. 여기서 그는 머리를 짧게 자르고 외국인 옷을 입었다. 1894년 조선 정부에서 파견한 암살대원 중 한 사람인 홍종우가 김옥균의 암살에 성공한 뒤, 홍종우의 일행이었던 이일직은 무사 권동수, 권재수 형제와 일본인 가와쿠보 주네기치(川久保常吉)를 매수하여 박영효의 은신처를 알아낸 뒤 암살을 기도했다. 그러나 첩자의 파견을 예상한 이규완에 의해 적발되어, 권동수(權東壽)를 잡아 친린의숙에 감금하고 그를 감시하였다.
1894년 3월 25일 이일직은 다시 도쿄에 와서, 사쿠라다, 홍고 지역에 있는 호텔 무라이 칸에서 가와구보를 만났고, 이때 양인은 당분간 하숙하였다. 이일직과 가와쿠보는 이때 박영효, 정란교 그리고 이규완을 이 호텔로 유인해서 그들을 없애는 절차를 수행하자는 것은 이일직의 계획이었다. 그러나 그들을 그 곳으로 데려오기 위해 거듭 노력했으나 성공하지 못했다. 조선 정부에서 자객을 보낼지 모른다는 의심을 한 이규완은 박영효 등에게 신변에 각별히 신경쓸 것을 주문했다.
이일직 등은 박영효가 서예를 잘 하고, 서화와 서예, 그림 그리기를 좋아한다는 점을 이용, 박영효의 별실에서 휘호를 쓴 뒤 박영효가 품평을 하게 하는 사이에 저격할 계획을 세웠다. 이일직 등은 가와쿠보를 매수하여 박영효가 투숙하고 있는 친린의숙(親隣義塾)을 알아내고, 김태원(金泰元) 등을 보내어 박영효를 유인하게 하였다. 그러나 다른 일본인이 가와쿠보 주네키치가 이일직 등과 접촉하는 것을 알리면서 계획이 누설되었다. 권동수 형제는 권총과 일본도를 휴대하고 운래관(雲來館)에 대기하고 이일직이 직접 박영효를 방문, 암살하려 하였다. 그러나 이들의 움직임을 경계하던 이규완과 정란교에 의해 적발됨으로써 암살 계획은 실패로 돌아가고 만다. 이규완과 정란교는 자객들을 붙잡아 친린의숙으로 보내 그에게 감시하게 했다. 자객들은 곧 도쿄지방법원으로 넘겨져 재판을 받고 조선으로 추방되었다.
당시 유혁로 역시 제거 대상이었다. 지지신보 1894년 6월 20일자가 보도한 자객 이일직의 심문기에 의하면 "머리를 깎고 4월 24일 도쿄에 온 것은 박영효, 정란교, 유혁로, 이규완, 이선호 등 5인의 목과 손을 잘라 그것을 가방에 넣어 권동수, 권재수에게 들려서 귀국시키고, 나는 상하이 쪽으로 갈 목적으로 그랬다."는 것이다.

### 귀국과 재 망명

#### 귀국과 2차 망명

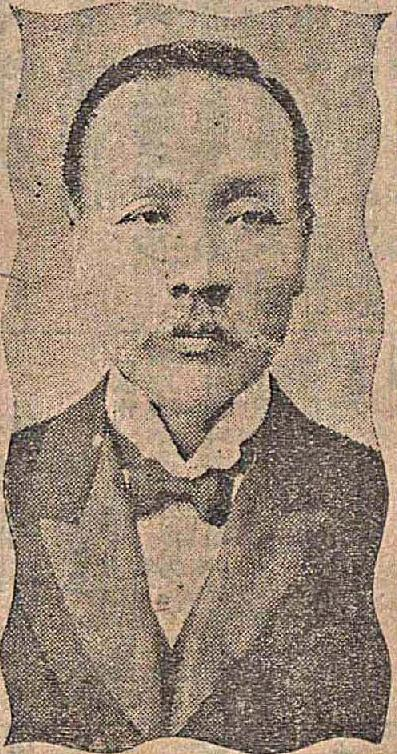
유혁로, 1900년 초 무렵

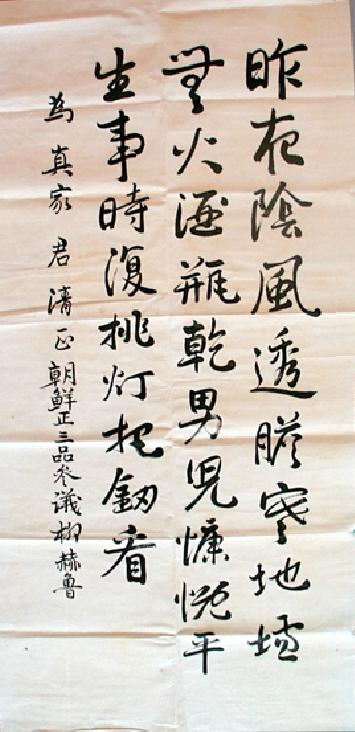
참의 재직 시절 쓴 서예작 (1894년 12월경 작)

그후 갑오경장으로 개화파가 복권되면서 1894년 8월 장위영 영관(壯衛營 領官)으로 임명되었다. 1894년(고종 31년) 말 그는 조선에 비밀리에 잠입하였다. 1894년 12월 20일 군무아문참의(軍務衙門參議)에 임명되고, 1895년 4월 1일 탁지부 부령(副令)이 되었다. 제1차 갑오 개혁 당시 그는 박영효, 서광범 계열의 개혁 관료로서 활약하였다. 1895년 4월 육군 부령이 되고, 육군 포공국장에 임명되었다.
1895년 5월 박영효 등과 명성황후 암살을 기도했으나 실패하였다. 그해 10월 명성황후가 살해된 을미사변이 발생했을 때 조선인 안내자들과 일본인 낭인들을 이끌고 경복궁을 침범하는 등 앞장서서 활약했다. 그는 을미사변 당시 명성황후를 척살하기 위해 행동한 조선인 행동대의 한 사람이었다. 권동진에 의하면 자신과 자신의 형 권형진 외에도 정난교, 조희문, 이주회, 유혁로 등도 왕비 암살에 가담한 직접 행동파라고 증언하였다.
| “ | 이 음모에 간여한 사람은 일본 사람 강본류지조(오카모토 류노스케) 외 일본인 30여 명이 있었으며, 우리 사람으로는 개혁파의 관계자는 무조건 참가하였지. 우리 정부 대신을 비롯하여 훈련대 제1대대 제2중대장 내 백형(맏형) 권형진(사변 후 경무사로 임명) 등도 획책에 가담하였으며, 직접파로는 훈련대 외에 일본사관학교생도이던 우리 여덟명이 활동하였는데 그 성명은 정난교, 조희문, 이주회, 유혁로, 구연수 외 김모였다. | ” |

그러나 오카모토 류노스케가 이끌던 다른 일본 낭인들이 먼저 명성황후를 발견하여 사살한다. 을미사변 후에 친일 내각이 무너지면서 또다시 일본으로 피신했다. 이후 비용을 마련하고 유학생을 포섭, 박영효, 유길준 등과 쿠데타를 모의하였으나 실패하고 만다.
1895년 5월의 명성황후 암살 미수 사건과 8월의 을미사변에 가담한 일로 그는 규탄의 대상이 되었고, 탄핵 상소가 빗발쳤다. 그는 본래 박영효의 명성황후 암살 계획에 참여했다가 실패하자 을미사변에 가담한 것이지만, 사람들은 박영효의 암살 미수 계획과 대원군, 유길준 등의 을미사변이 같은 세력이 일으킨 것으로 해석하였다.
| “ | 8월 사변(을미사변) 때 대궐 안에 뛰어들어 흉악한 반역행위를 마구 한 것은 바로 박영효와 생사를 같이 하는 무리인 이주회, 유혁로, 정난교였습니다. 더없이 흉악한 음모가 자라오다가 이에 이르러 터졌으니, 저들이 5월에 시행하려던 것(박영효 음모 사건)을 8월에 미루어 시행했다는 것을 정확히 말할 수 있습니다. (중략) 김홍집, 유길준, 조희연의 무리들은 박영효의 패거리와는 다르지만 그 흉악한 반역 심보는 박영효의 무리와 같습니다. | ” |
|   | — 1896년 6월 17일 이승구의 상소 |   |

1895년 11월 휴직을 청원하여 포공국장직에서 휴직, 일본으로 건너갔다. 일본에서 그는 박영효 등과 일본 외무성에 망명 신청과 신변보호를 요청, 받아들여졌다. 이후 군사, 산업 등을 시찰했다.
1896년 6월 17일 4품 이승구(李承九)가 상소를 올려 유길준(兪吉濬), 조희연(趙羲淵), 박영효, 정란교 등을 죄줄 것을 청하는 상소를 올리기도 했다.

#### 대한제국기 활동
1898년에는 한때 독립협회와 만민공동회에 관여하였다. 그러나 1899년 만민공동회 등이 강제 해산되면서 일본으로 출국했다. 후일 권동진은 삼천리 誌자에 당시 망명중이던 자신의 옛 동지를 소개할 때 한 사람으로 그를 소개하였다.
| “ | 청년시대의 제우(諸友) 먼저 청년시대의 나의 동무들을 말하면... 그때 동경에 망명하였든 인물들은 박영효, 조희연(군부대신 다니든 분), 장박(대신 지난이), 유길준(수상 지낸 이), 권영진(나의 중씨로 경무사), 유세남(내무차관 다니든 이), 김옥균, 그러고 우리 동렬로는 조희문, 이범래, 우범선, 이두황, 유혁로, 신응희, 정난교, 윤효정, 오세창 또 우리보담 조금 늦어 들어온 소장파에 이신(李申), 유동렬, 권석하, 이동휘 등 제인물이 있었다. 이 가운데는 1,2차 대면에 끈친 이도 있었지만은 대개는 여러 번 만났고 일도 도모하여 본 분들로 비교적 사람됨을 알 수 있었다. | ” |

고종은 일본 조정에 계속 사람을 보내 유혁로와 이준용, 이규완, 정난교, 유길준의 국내 송환을 요구했으나 일본 조정은 송환 요구를 거절했다. 1905년 4월 1일 일본 체류 중 특별히 육군부령(副令)에 임명되고 군무부 포공국장(軍務部砲工局長)에 재보직되었다.
1907년 3월 대동학회에 가입, 평의원에 임명되었다.
1907년(광무 10년) 5월 11일 서북영림창 사무관(西北營林廠事務官)에 임명되었다. 1907년(융희 1년) 7월 대한제국 고종이 헤이그 밀사 사건의 책임을 지고 강제 퇴위당한 뒤 순종이 즉위하자, 바로 사면되었다. 이준용, 박영효, 정란교, 이규완 등 정치범에 대한 사면령이 내리면서 일본에 망명해 있던 옛 개화파 인물들이 대거 관료로 기용되었다. 이때 유혁로도 복권되었다.
9월 19일 육군부령에서 면직되고 12월 20일 서북영림창 사무관을 사직하고 물러났으나, 11월 7일 대한제국 중추원 부찬의를 거쳐 12월 21일 가선대부로 승진, 평안북도관찰사(平安北道觀察使)와 칙임관3등(勅任官三等)에 임명되었다. 곧 평안북도재판소 판사를 겸임했다.
순종 연간에는 이전에 독립협회 간부를 지낸 후 일진회를 이끌었던 윤갑병(전 만민공동회장), 최정덕 등과 함께 일진회를 지도하였다.

### 생애 후반

#### 한일 합방 전후

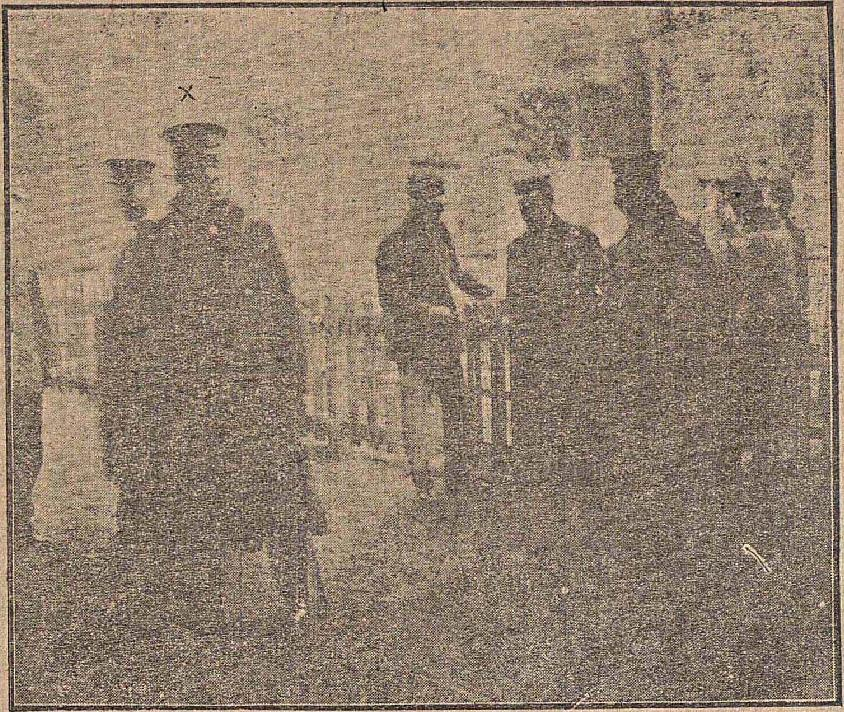
1916년 3월 31일 충청북도 도장관 부임 출발 사진, 경성 남대문역에서 (x 표시가 유혁로)

1910년 10월 1일 한일 병합 조약 체결 후에는 조선총독부고등관에 임용되고, 경기도청 참여관에 임명되었다. 10월 2일 한일합방 은사금 5000원을 받았으나, 수령해가지 않았다. 충청북도 장관(1916년) 등 고위직을 역임했고, 중추원 칙임참의로도 23년간 7회에 걸쳐 중임·재직했다. 한일 병합 조약 당시 남작 작위를 거절했고 합병식에도 불참하였다. 그러나 조선총독부 측의 지시로 경기도참여관으로 임명되자 부임하였다.
1912년 8월 15일 장헌식, 정란교 등과 함께 임시문관보통시험 출제위원의 한 사람에 임명되었다. 1912년 각 도의 농산물품평회에 심사관으로 참여하였다. 1914년 경기도 지방토지조사위원회 임시위원에 위촉되어 1916녀ㄴ 3월까지 재직했다.
1916년 3월 9일 전라북도 장관, 3월 28일 충청북도 장관이 되었으며, 충청북도토지조사위원회 임시위원으로 토지 조사 사업에 참여하였다. 그해 4월부터는 충청북도 소작인 품평회를 개최하였다. 1916년 4월 일본적십자사 청주지부장이 되고, 일본적십자사 충주지부 고문도 겸하였으며, 애국부인회 조선본부 청주지부 고문에도 선임되었다.
1917년 6월 13일 도장관을 사퇴하고, 바로 중추원 참의로 전임되었다. 1919년 전라북도지사로 부임하였으나 곧 사퇴했다. 일제강점기 내내 그는 대 지주로도 풍족한 만년을 보냈다. 1925년 9월에는 전국적으로 수해가 나자 동아일보에 수해 기탁금 20원을 기부하였다. 그러나 공무상 출장으로 각 도장관, 도지사에게 숙소가 배정되었을 때는 숙소의 물품을 거의 사용하지 않고, 스스로 수건과 치약, 칫솔, 비누를 따로 준비, 지참하여 세면, 세족하였다. 1920년 비누생산 공장인 조일석감주식회사(후에 조일비누주식회사로 명칭 변경)의 설립에 참여, 주주의 한 사람이 되고 곧 조일석감 이사가 되었다가 같은해 조일비누주식회사의 감사가 되어 사망시까지 재직하였다.

#### 일제강점기 활동
1920년 6월 중추원 참의로 전직되어 1940년까지 중임되었다. 1920년 11월 13일 중추원 시찰단의 한 사람이 되어 일본을 방문, 이듬해 1월에 귀국하였다. 1921년 4월 중추원 칙임대우 참의로 위촉되었다. 1922년 4월 대륙호모공업주식회사 창립 발기식에 참여하고, 동 8월 대륙호모공업주식회사 주주의 한 사람이 되었으며, 대륙호모공업주식회사의 이사로 선임되어 사망시까지 재직했다. 또 1922년부터 1927년까지 한성투자신탁주식회사 감사를 역임했다. 1926년에는 동민회 평의원의 한 사람으로 위촉되었다. 1927년 3월 10일부터는 해동은행의 주주의 한 사람이 되었다. 1930년 6월 5일 중추원 칙임관 대우 참의인 칙임참의에 임명되었다.
1932년 7월 중추원 시정조사연구회를 조직하자 시정조사연구회 위원이 되고, 곧 시정조사연구위 사회부 위원을 겸임하였다.
1933년 중추원 참의에 재임명되고, 1936년 6월 3일 다시 중추원 참의에 선임되었다. 1936년 11월 10일 조선총독부 총독이 조선 내에 거주중인 일본인 고령자 24명과 고령자 200여명 등 80세 이상 고령자들을 초청, 특별 양로연을 베풀 때 유혁로도 한 사람으로 선정되어 초대되었다. 1939년 6월 4일 다시 중추원 참의에 재선임되었다. 그는 불필요한 만남을 줄이고 독서와 바둑, 작문, 시 짓기, 서예 등을 즐겼으며 홀로 술을 마셨다.
매일신보의 보도에 의하면 1940년 5월 15일 오전 9시경 종로 가회정 자택에서 사망했다고 한다. 그러나 이후에도 생존했다는 설도 있다. 사망 시기는 명확하지 않으며, 1945년 8월 15일에 일본이 태평양 전쟁에서 패망할 때에는 이미 사망 하였다. 1945년 사망설 외에도 1940년 5월에 종 4위 훈 3등으로 사망했다는 기록도 있다. 경성부 종로방 가회정 자택에서 사망했으며, 사망 원인은 노환에 뇌일혈이었다.

## 사후
- 충청남도 아산군 형산(瑩山)에 안장되었다. 사망 사실이 알려지지 않았던 그는 1949년 1월의 반민특위에 제소되었으나 호적 조사 결과 이미 사망한 것으로 확인되어, 기소처분이 취소되었다.

- 2002년 발표된 친일파 708인 명단과 2008년 민족문제연구소에서 친일인명사전에 수록하기 위해 정리한 친일인명사전 수록예정자 명단에 모두 선정되었다. 2009년 친일반민족행위진상규명위원회가 발표한 친일반민족행위 705인 명단에도 포함되었다.

## 가족 관계
- 고조할아버지 : 유흡(柳潝)
- 증조할아버지 : 유태화(柳台華)
- 할아버지 : 유덕원(柳德源)
- 아버지 : 유 상오(柳相五, ? - 1884년(?))
- 어머니 : 목천상씨(木川尙氏), 상안곡(尙安谷)의 딸
  - 형 : 유태로(柳泰魯)
- 부인 : 밀양박씨(密陽朴氏), 박수일(朴修一)의 딸
  - 아들 : 유기영(柳冀暎), 형 유태로의 양자로 출계
  - 아들 : 유기성(柳冀星)
  - 아들 : 유기진(柳冀辰)
- 외할아버지 : 상안곡(尙安谷)

## 화랑

1915년 1월 신년맞이 소감 시 (1916년 1월 13일)
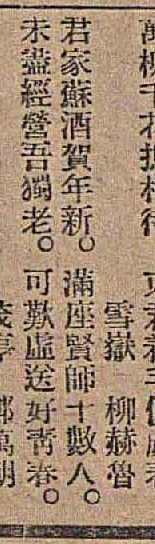
1916년 1월 신년맞이 소감 시 (1916년 1월 14일)
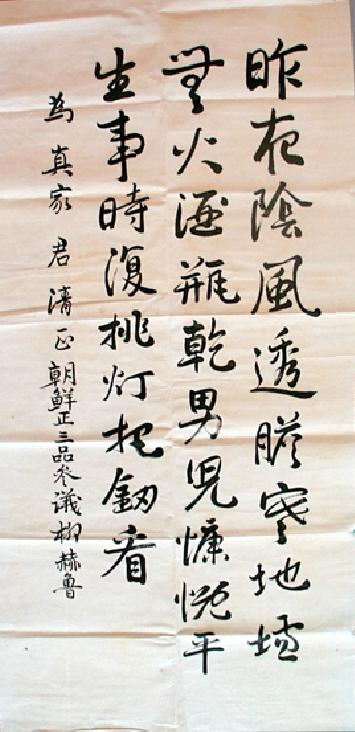
서예작 (1894년 12월작)

## 평가
조선총독부에서 편찬한 인물평론에 나온 그의 인물평에 의하면 그는 가식적이지 않으면서도 겸손했다 한다. 인물평론에 나온 그의 인물평은 "한국의 국운이 다난(多難)한 때부터 몇 번인가 생사의 갈림길을 넘나들면서 온갖 풍상을 고루 겪어 몸과 마음이 자연히 갈고 닦인 인물", "인품이 온후하고 순박하며 조선인 중에서 보기 드문 인격자", "일을 행함에 있어서 지성(至誠)으로 관철하는 신조(信條)를 가지고 있으므로 완수하지 못하는 일이 없음", "공무(公務)를 행할 때 자신의 이해득실을 전혀 따지지 않았고, 오로지 근무에 열중"한다고 되어 있다.

## 같이 보기
| - 갑신정변 - 을미사변 - 조선총독부 중추원 - 박영효 - 김옥균 - 서재필 - 서재창 - 서광범 - 박규수 - 박영교 - 박원양 | - 박정양 - 박중양 - 윤치호 - 이규완 - 유길준 - 윤경순 - 윤경완 - 정란교 - 하응선 |

## 참고 자료
- 유혁로(柳赫魯) - 한국학중앙연구원
- 반민족문제연구소 (1993년 2월 1일). 〈정란교 : 박영효의 심복으로 친일 쿠데타의 돌격대 (김도형)〉. 《친일파 99인 1》. 서울: 돌베개. ISBN 9788971990117.
- 임종국 (1991년 2월 1일). 〈친일거두로 변신한 갑신정변의 주역들〉. 《실록 친일파》. 반민족문제연구소 엮음. 서울: 돌베개. ISBN 8971990368.
- 박은숙, 《김옥균 역사의 혁명가 시대의 이단아》 (너머북스, 2011)
- 김옥균이 '희대의 사기꾼'? 아니 '애국적 혁명가'! 프레시안 2011.07.01